# Adrenalin Production
Адреналин је српска продуцентска кућа специјализована за производњу ТВ програма, основана 2005. године, као део I&F Grupe, комуникационог система који послује у 12 земаља јужне и северне Европе.
Неки од познатих формата на којима су радили су: Пирамида, Ја имам таленат, Kараоке обрачун, Вратиће се роде, Цват липе на Балкану, Фолк, На слово на слово.
Адреналин је данас специјализован за драмске серије (Жмурке, Бесa, Погрешан човек), а од ТВ формата припрема већ девету сезону успешног британског квиза Потера.
| Година       | Наслов                       | Додатне информације |
| ------------ | ---------------------------- | ------------------- |
| 2005.        | Пирамида                     |                     |
| 2006.        | Караоке обрачун              |                     |
| 2007.        | Марко Живић Шоу              |                     |
| 2007—2008.   | Вратиће се роде              |                     |
| 2007.        | Мој ТВ Дневник               |                     |
| 2008.        | Фамилијада                   |                     |
| 2008.        | Генијалци шоу                |                     |
| 2009—2013.   | Ја имам таленат!             |                     |
| 2010.        | Шесто чуло                   |                     |
| 2010—2011.   | На слово на слово            |                     |
| 2011—2012.   | Цват липе на Балкану         |                     |
| 2012—2013.   | Надреална телевизија         |                     |
| 2011.        | Кеш на ноге                  |                     |
| 2011.        | Породични обрачун            |                     |
| 2012.        | Фолк                         |                     |
| 2012.        | Мултимилионер                |                     |
| 2013—надаље. | Потера                       |                     |
| 2015.        | Моја мама кува боље од твоје |                     |
| 2018.        | Погрешан човек               |                     |
| 2018—2021.   | Беса                         |                     |
| 2019.        | Жмурке                       |                     |
| 2019.        | Шта би после? (флешбек)      |                     |
| 2021.        | Мост                         | у развоју           |
| 2025—надаље. | Суперпотера                  |                     |
| //           | Јованка                      | у развоју           |